# 广州南站 (地铁)
广州南站地铁站是广州地铁2号线、7号线、22号线和佛山地铁2号线的一座换乘車站，也是2號綫南面終點站和佛山2號綫东面終點站。车站位於中国广东省广州市番禺区国铁广州南站及其东、西广场的地底，于2010年9月25日投入使用。
本站是广州境内第一座四线地铁换乘车站，同时也是佛山地铁2号线唯一一座设于佛山市外的车站。
本站2号线與位於附近的大洲停車場接軌，7號線與位於附近的大洲车辆段接軌。
本站是广州地铁每日服务时间最长的车站，日常服务时间从每天早上5:55至次日凌晨0:30，共18小时35分钟。

## 車站結構
广州南站地铁站目前分为三个站体：位于国铁广州南站下方的广州2/7号线车站、位于广州南站东广场下方的广州22号线车站、以及位于广州南站西广场下方的佛山2号线车站。三个车站之间均以付费区内的换乘通道进行连接。因本站为广佛两市各自线路的交汇换乘站，故站内导向指示的线路名称全数均有“广州”和“佛山”的城市前缀，方便乘客辨识。
另外，本站22号线以及佛山2号线的车站范围均设有卫生间，广州2/7号线和22号线还设有母婴室。

### 广州2、7号线
广州2、7号线车站共有两层。地上为国铁广州南站地面层站房；地下一层为站厅，以及北端通往22号线、南端通往佛山2号线两个换乘通道；地下二层为2、7号线站台层。

#### 车站楼层
| 地面     |                            | 广州南站到达平台                                 |          |          |
| 地下一层 | 换乘通道                   | 前往 █佛山2号线                                  |          |          |
|          | 站廳 █广州2号线 █广州7号线 | 售票机、客服中心、商店、警务室、安检设施、母婴室 |          |          |
|          | 换乘通道                   | 前往 █广州22号线                                 |          |          |
| 地下二层 | 侧式站台                   | 侧式站台                                         | 侧式站台 | 侧式站台 |
|          | 2 站台                     | █广州2号线 终点站台                              |          |          |
|          | 1 站台                     | █广州2号线 嘉禾望岗方向（下站：石壁）            |          |          |
|          | 岛式站台                   |                                                  |          |          |
|          | 4 站台                     | █广州7号线 美的大道方向（下站：大洲）            |          |          |
|          | 3 站台                     | █广州7号线 燕山方向（下站：石壁）                |          |          |
|          | 侧式站台                   |                                                  |          |          |

#### 站厅
广州2、7号线站厅位于地下一层。为方便进出及换乘，2、7号线站厅东北侧中间大部分区域及西南侧被划分为收费区，收費區內設有多組扶手電梯、樓梯以及专用电梯供乘客来往月台。
广州2、7号线车站的母婴室设于站厅靠近J出入口旁。广州2、7号线站厅范围内亦设有便利店及麵包糕餅店等商店，以及自动售卡/充值机等设施。此外，广州2、7号线站厅曾经在靠近D出入口旁设有卫生间母婴室，因应佛山2号线换乘通道施工，该卫生间和母婴室均已拆卸并成为国铁换乘进站的非付费区通道。
2、7号线受车站预留結構及规划变更等影响，站厅西南侧区域在前期完全被划分为非收费区，后来在站厅西边处东侧设有售票机及云购票机等售票设施供乘客购票。后为连接佛山地铁2号线换乘通道，原南端的A出入口封口，其通道改建为换乘通道的一部分，并将站厅西南侧大片区域划为付费区，同时在D出入口附近新增出入闸机、将安检设施移至B出入口旁等。

#### 月台
2号线、7号线設有2個側式月台及1個共用的島式月台，位于国铁广州南站的地底。兩個側式月台分別為2號線的2號月台和7號線的3號月台；岛式月台兩側分別為2號線的1號月台和7號線的4號月台。

#### 站线配置

##### 广州2号线
由於2號線規劃已宣告結束，不會再有任何延伸計劃，因此2號線在本站的折返線上作出了特別設計（2號線北端終點站嘉禾望崗站、廣州7號線西端終點站美的大道站亦为類似設計）：
- 在月台北侧設有一條渡線，供列車进行站前折返。
- 在月台南侧，下行路軌與上行路軌之間，設有一條單渡線供列車进行站後折返。
- 上行路軌在渡線前方分岔出一條路軌，與上行路軌一同進入大洲停車場，兩者作為出入段線。
- 下行路軌直接被中斷，路軌南端為2號線的信號電力設備供應區，因此無法繼續延伸。

因此本站和嘉禾望崗站都成為2號線的永久終點站。在特殊情况下，2號線列車也會通過北侧渡線折返并直接駛入1號月台。

##### 广州7号线
7号线在往石壁方向一端以及往大洲车辆段一端各设置一组交叉渡线，后者供7号线运营时进行常態站后折返。
另外在交叉渡线东侧设有两条连接大洲车辆段的出入段线。在早晚高峰過後及晚上收車前夕，美的大道方向部分列車会以本站為終點站，到达本站4號月台后列车便会清客，然后退出服務返回大洲车辆段。屆時月台會發出廣播，提醒乘客不能上車。

### 广州22号线
广州22号线车站共有四层。车站上方地面为国铁广州南站东广场；地下一层为22号线前往2、7号线的换乘通道；地下二层为22号线站厅层；地下三層為22號線站厅和站台之间的缓冲平台和设备区；地下四层为22号线站台层。

#### 车站楼层
| 地面     |                            | 广州南站东广场                                                                                        |  |  |
| 地下一层 | 换乘通道                   | 前往 █广州2号线、█广州7号线、█佛山2号线                                                               |  |  |
| 地下二层 | 站廳 广州22号线            | 售票机、客服中心、商店、警务室、安检设施 换乘通道前往 广州2号线、广州7号线、█佛山2号线 前往城际番禺站 |  |  |
| 地下三层 | 缓冲平台                   | 連接站廳與站台 换乘通道前往 █广州2号线、█广州7号线、█佛山2号线                                        |  |  |
|          | 设备区                     | 车站设备                                                                                              |  |  |
| 地下四层 | 5 站台                     | █广州22号线 陳頭崗方向（下站：陳頭崗）                                                                |  |  |
|          | 岛式站台（卫生间、母婴室） | |  |  |
|          | 6 站台                     | █广州22号线 番禺广场方向（下站：市广路）                                                              |  |  |

#### 站厅
22号线站厅位于地下二层。为方便进出及换乘，22号线站厅西侧被划分为收费区，收費區內均設有多組扶手電梯、樓梯以及专用电梯供乘客来往月台。站厅南侧则设有通道通往城际番禺站。

#### 月台及站线配置
22号线设有1个岛式月台，位于广州南站东广场南侧的地下。22号线车站的公共卫生间及母婴室则设于站台往番禺广场一边。
22号线在站台南端设有一条渡线，當22號綫陈头岗站出現故障時，陈头岗方向的列車將會通過此渡线折返，以本站為臨時總站。

### 佛山2号线
佛山2号线车站共有两层。地上为国铁广州南站西广场；地下一层为佛山2号线站厅，以及通往广州2、7号线的换乘通道；地下二层为佛山2号线的站台层。

#### 车站楼层
| 地面     |                | 广州南站西广场                                   |  |  |
| 地下一层 | 站廳 佛山2号线 | 售票机、客服中心、商店、卫生间、警务室、安检设施 |  |  |
|          | 换乘通道       | 前往 █广州2号线、█广州7号线、█广州22号线         |  |  |
| 地下二层 | 8 站台         | █佛山2号线 南庄方向（下站：林岳东）              |  |  |
|          | 岛式站台       |                                                  |  |  |
|          | 7 站台         | █佛山2号线 南庄方向（下站：林岳东）              |  |  |

#### 站厅
佛山2号线站厅位于地下一层。为方便进出及换乘，佛山2号线站厅西侧和南端东侧被划分为收费区，收費區內均設有多組扶手電梯、樓梯以及专用电梯供乘客来往月台。南端的收费区连接通往广州各线的换乘通道，非付费区则未有连通。换乘通道处另为一新建出入口划分出独立的付费区，现时暂未开放。
佛山2号线车站的公共卫生间设于站厅付费区中央近专用电梯处。

#### 月台及站线配置
佛山2号线设有1个岛式月台，位于广州南站西廣場偏北处的地下。
佛山2号线在站台北端设有一组交叉渡线，供列车进行站前折返。目前由于佛山2号线列车班次尚未加密，一天之内列车只会固定使用7号或8号站台的其中一个上落客，另一站台则会停放备用列车待命，每天交替使用。
在早晚高峰過後及晚上收車前夕，部分列车会进行清客，然後退出服務沿途不停站返回林岳车辆段，屆時月台亦會發出廣播，提醒乘客不能上車。

### 换乘

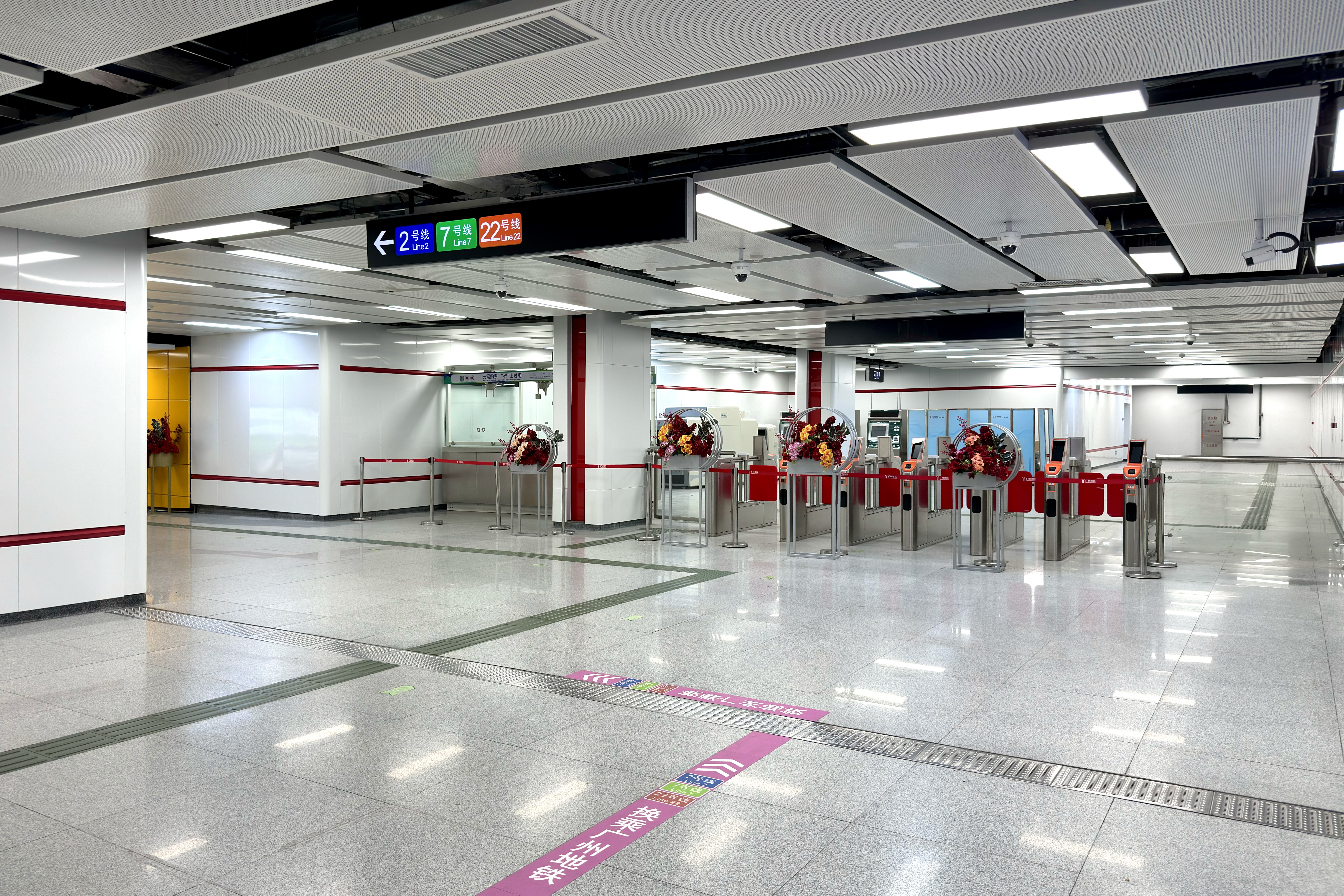
佛山2号线换乘通道

2号线、7号线能夠提供部分方向的跨月台換乘：7號線从燕山抵站的乘客可直接走到對面月台換乘2號線；而2號線抵站乘客要換乘至7號線以及7号线从美的大道抵站换乘至2号线則需要繞經站廳。
22號線與2號線、7號線以及佛山2号线之间通过连接22号线车站和2、7号线站厅的地下一层付费区内的换乘通道进行换乘，换乘通道内的扶梯可分别通往22号线站厅层以及22号线的缓冲平台。佛山2号线在其站厅东南端亦设有一條付费区換乘通道接入廣州地铁2、7号线車站，其中通道临近佛山2号线车站位置因高度差較大，故设有扶手电梯、楼梯及斜坡。
由于22号线和佛山2号线车站分处广州南站东西广场地底，如需在两线间换乘需步行十分钟左右，且需要经过2、7号线站体部分。
佛山2号线接入廣州地铁車站的换乘通道因建设进度落后，在开通初期两年多时间内需出站换乘其它线路。乘客从佛山2号线的R口出站后，经露天通道进入广州南站站房，再由站房内的B口进入广州各线车站。2024年1月21日，换乘通道建成投入使用，接入佛山2号线站厅东端的付费区，实现付费区内来往广州地铁车站，亦可节省近4分钟的步行时间。

### 出入口
广州南站地铁站目前设有16个出入口，其中2/7号线站厅设有11个出入口，22号线站厅设有3个出入口，佛山2号线站厅设有2个出入口。
因应《城市轨道交通客运组织与服务管理办法》规定减少国铁换乘地铁重复安检，国铁广州南站下层的2/7号线站厅的C、E、G、J、K、L口仅供国铁抵站换乘地铁使用，通过上述出入口进站转乘地铁各线路时均可免安检。至于连接国铁站地面层中央通廊内侧的D、F口仅供从地铁出站使用，而靠近广场出入口的B、H出入口则维持双向进出。
22號線的M、Q出入口因為週邊環境施工，在22号线车站启用时未能同步启用，直到城际番禺站启用后方开通。而佛山2號線换乘通道处另设有新增的出入口，目前尚未开放。
为方便携带大件行李的乘客，2/7号线站厅与国铁站到达层中部之间设置了两组升降机供大件行李的乘客使用。
由于2/7号线车站和22号线车站、佛山2号线车站之间仅在付费区内设置联络通道，因此三个车站的出入口无法在车站站厅非付费区范围连通，乘客在非付费区来往三个车站需绕经地面及国铁站到达层。
设于佛山2号线车站的R、S出入口及换乘通道的新建出入口采用与佛山段车站一致的“玻璃盒”设计。
因广州南站地面层东侧被划分为便捷换乘候乘点，本站的C、E、G出入口于2020年12月21日关闭。2021年2月8日，因应国铁站实施换乘地铁免安检措施，部分出入口改为单向进出，而早前关闭的C、E、G出入口亦重开，同时地铁站安检设施改为B、H、I出入口附近。
|                                                             |                                                           |      |          |                                                                                                   |
|                                                             |                                                           |      |          |                                                                                                   |
|                                                             |                                                           |      |          |                                                                                                   |
|                                                             |                                                           |      |          |                                                                                                   |
| 编号                                                        | 设施                                                      | 照片 | 出口功能 | 建议前往的目的地                                                                                  |
| 广州2号线、广州7号线站厅                                    |                                                           |      |          |                                                                                                   |
| B                                                           | 扶手电梯标志                                              |      | 进出     | 广州火车南站西广场、广州南站出租车场 公交：广州南站公交总站                                       |
| C                                                           | 扶手电梯标志                                              |      | 进       | 不適用                                                                                            |
| D                                                           | 升降机标志 · 扶手电梯标志                                 |      | 出       | 广州火车南站（西进站区）                                                                          |
| E                                                           | 扶手电梯标志                                              |      | 进       | 不適用                                                                                            |
| F                                                           | 扶手电梯标志                                              |      | 出       | 广州火车南站（东进站区）                                                                          |
| G                                                           | 盲道标志 · 扶手电梯标志                                   |      | 进       | 不適用                                                                                            |
| H                                                           | 扶手电梯标志                                              |      | 进出     | 广州火车南站（东广场）                                                                            |
| I                                                           | 盲道标志 · 轮椅升降台标志 · 无障碍通道标志 · 扶手电梯标志 |      | 进出     | 南站北路、石兴大道南、广州火车南站东广场、广州南站枢纽客运站 公交：广州南汽车客运站（南站北路）站 |
| J                                                           | 扶手电梯标志                                              |      | 进       | 不適用                                                                                            |
| K                                                           | 盲道标志 · 扶手电梯标志                                   |      | 进       | 不適用                                                                                            |
| L                                                           | 扶手电梯标志                                              |      | 进       | 不適用                                                                                            |
| 广州22号线站厅                                              |                                                           |      |          |                                                                                                   |
| M                                                           | 盲道标志                                                  |      | 进出     | 石兴大道南、南站北路                                                                              |
| P                                                           | 扶手电梯标志                                              |      | 进出     | 南站北路、广州南站枢纽客运站、广州火车南站东广场 公交：广州南汽车客运站（南站北路）站             |
| Q                                                           | 盲道标志 · 升降机标志 · 无障碍通道标志 · 扶手电梯标志     |      | 进出     | 南站南路、广州火车南站东广场 城际：番禺站                                                         |
| 佛山2号线站厅                                               |                                                           |      |          |                                                                                                   |
| R                                                           | 盲道标志 · 扶手电梯标志                                   |      | 进出     | 石山大道南、广州火车南站、广州火车南站西广场 公交：广州南站公交总站                               |
| S                                                           | 盲道标志 · 升降机标志 · 无障碍通道标志 · 扶手电梯标志     |      | 进出     | 南站北路、广州火车南站、广州火车南站西广场                                                        |
| 註： 設有 \| 設有 \| 設有 \| 設有輪椅升降台 \| 設有扶手電梯 |                                                           |      |          |                                                                                                   |

## 接驳交通
广州南站西广场設有广州南站巴士總站，內有多條巴士路線往返广州市区、番禺区或者佛山南海地区。东广场亦设有广州南汽车客运站，內有多條往返增城区、顺德区、南沙区以及省内的客运班车。
| 国铁 - 广州南站 城际铁路（番禺站） - 广惠城际铁路 - 广肇城际铁路 巴士 \| 编号 \| 编号 \| 线路 \| 线路 \| 线路 \| 收费 \| 运营商 \| 备注 \| \| -------------------- \| ---------------- \| ------------------------------ \| -------- \| ---------------------- \| ----- \| --------------- \| ----------------------------------- \| \| \| 301A \| 广州南站 \| ⇆ \| 站前路（西郊大厦） \| 3元 \| 番广客运 \| \| \| \| 303A \| 广州南站 \| ⇆ \| 琶洲塔公交总站 \| 3元 \| 番广客运 \| 40分/班 \| \| \| 312 \| 祈福新邨 \| ⇆ \| 滘口客运站 \| 3–4元 \| 番广客运 \| \| \| \| 夜20 \| 广州南站 \| ⇆ \| 车陂 \| 4元 \| 番广客运 \| 125路附属线路 \| \| \| 夜61 \| 广州南站 \| ⇆ \| 体育中心 \| 4元 \| 番广客运 \| \| \| \| 夜79 \| 广州南站 \| ⇆ \| 广州火车站（草暖公园） \| 4–5元 \| 番广客运 \| 312路附属线路 \| \| \| 夜102 \| 广州南站 \| ⇆ \| 东山 \| 4元 \| 番广客运 \| 303A路附属线路 \| \| \| 番99 \| 傍雁路（亚运大道路口） \| ⇆ \| 广州南站 \| 2–3元 \| 锦信公交 \| 25–45分/班 \| \| \| 番100 \| 雁洲村 \| ⇆ \| 广州南站 \| 2–3元 \| 锦信公交 \| \| \| \| 番129 \| 番禺中心医院 \| 全程 ⇆ \| 广州南站 \| 2–3元 \| 锦信公交 \| 30–45分/班 \| \| 短线 ← \| 番129 \| 番禺中心医院 \| 碧桂东苑 \| \| 2–3元 \| 锦信公交 \| 30–45分/班 \| \| \| 番夜5 \| 广州南站 \| → \| 奥园广场 \| 3元 \| 锦信公交 \| 每30分一班，只下客不上客 原 南站夜4 \| \| \| 南沙64快线南沙K4 \| 蕉门公交总站 \| 直 ⇆ \| 广州南站 \| 14元 \| 南沙巴士 \| 30–60分/班 \| \| \| 佛211 \| （佛山）大沥汽车客运站 \| 全程 ⇆ \| 广州南站 \| 4元 \| 佛广桂城 \| \| \| （佛山）海五桂澜路口 \| 佛211 \| 特班 → \| \| 广州南站 \| 4元 \| 佛广桂城 \| \| \| \| K201 \| （佛山）南海快线枢纽中心 \| ⇆ \| 广州南站 \| 4元 \| 佛广桂城 \| 原 广州南站快线、南海快3 \| \| \| 佛K330 \| （佛山）龙江交通中心公交枢纽站 \| ⇆ \| 广州南站 \| 3–9元 \| 新协力 番广客运 \| \| \| \| 佛桂11 \| （佛山）保利心语花园 \| ↺ \| （广州）广州南站 \| 2元 \| 佛广桂城 \| \| 客运班车（广州南汽车客运站） 园区接驳巴士 - 广州南站—廣州長隆旅遊度假區 |                  |                                |          |                        |       |                 |                                     |
| 编号 | 编号             | 线路                           | 线路     | 线路                   | 收费  | 运营商          | 备注                                |
| | 301A             | 广州南站                       | ⇆        | 站前路（西郊大厦）     | 3元   | 番广客运        |                                     |
| | 303A             | 广州南站                       | ⇆        | 琶洲塔公交总站         | 3元   | 番广客运        | 40分/班                             |
| | 312              | 祈福新邨                       | ⇆        | 滘口客运站             | 3–4元 | 番广客运        |                                     |
| | 夜20             | 广州南站                       | ⇆        | 车陂                   | 4元   | 番广客运        | 125路附属线路                       |
| | 夜61             | 广州南站                       | ⇆        | 体育中心               | 4元   | 番广客运        |                                     |
| | 夜79             | 广州南站                       | ⇆        | 广州火车站（草暖公园） | 4–5元 | 番广客运        | 312路附属线路                       |
| | 夜102            | 广州南站                       | ⇆        | 东山                   | 4元   | 番广客运        | 303A路附属线路                      |
| | 番99             | 傍雁路（亚运大道路口）         | ⇆        | 广州南站               | 2–3元 | 锦信公交        | 25–45分/班                          |
| | 番100            | 雁洲村                         | ⇆        | 广州南站               | 2–3元 | 锦信公交        |                                     |
| | 番129            | 番禺中心医院                   | 全程 ⇆   | 广州南站               | 2–3元 | 锦信公交        | 30–45分/班                          |
| 短线 ← | 番129            | 番禺中心医院                   | 碧桂东苑 |                        | 2–3元 | 锦信公交        | 30–45分/班                          |
| | 番夜5            | 广州南站                       | →        | 奥园广场               | 3元   | 锦信公交        | 每30分一班，只下客不上客 原 南站夜4 |
| | 南沙64快线南沙K4 | 蕉门公交总站                   | 直 ⇆     | 广州南站               | 14元  | 南沙巴士        | 30–60分/班                          |
| | 佛211            | （佛山）大沥汽车客运站         | 全程 ⇆   | 广州南站               | 4元   | 佛广桂城        |                                     |
| （佛山）海五桂澜路口 | 佛211            | 特班 →                         |          | 广州南站               | 4元   | 佛广桂城        |                                     |
| | K201             | （佛山）南海快线枢纽中心       | ⇆        | 广州南站               | 4元   | 佛广桂城        | 原 广州南站快线、南海快3            |
| | 佛K330           | （佛山）龙江交通中心公交枢纽站 | ⇆        | 广州南站               | 3–9元 | 新协力 番广客运 |                                     |
| | 佛桂11           | （佛山）保利心语花园           | ↺        | （广州）广州南站       | 2元   | 佛广桂城        |                                     |

## 利用情況
本站連接國鐵廣州南站，亦鄰近广州南汽車客運站，成为继广州火车站、广州火车东站之后，又一个連接全國各地及廣州市區各地的陸路交通樞紐，同时也是广州和佛山四条地铁线路交汇的换乘枢纽，因此本站是廣州地鐵最繁忙的車站之一，客流全天都維持在较高的水平。不少乘客會攜帶大量行李進出站，不过由於本站面积较大，站厅擁擠情况并不严重。若遇上節假日或一年一度的春运及暑运，本站會出現大量人潮，严重时将会视情况实行客流控制措施。
由于本站是广州2号线的始发站，部分来自广州7号线的抵站乘客为了上车时有位置坐，會选择在本站换乘至广州2号线。
另外，本站广州7号线往番禺、黄埔各地的3号站台为侧式站台，空间较为狭窄。因此遇上早晚高峰期以及广州南站返程客流高峰时，运营方都需要在站厅往3号站台的扶梯口实施客流控制，避免人潮涌往3号站台造成积压。

## 历史

### 2号线、7号线、佛山2号线
2003年，广州市规划选址于番禺石壁建设一个较广州火车站、广州东站规模大的新火车站。经过设计方案论证，最终于2004年12月30日动工兴建。
而作为配套设施之一的地铁车站，在2号线拆解后的2003年规划方案中，南部改為延長至廣州新客站，且考虑未来与7号线以及佛山地铁2號線进行换乘，最终于2004年随新客站工程动工而开工建设。
本站站台部分在初期的設計中，7号线和佛山2號線的月台均设置在现有站厅的地下二层，两线均使用站前折返的设计，仅预留4L编组长度。因此在车站落成时在站廳东北边偏东南侧，以及西南边中心处預留装设通往月台的扶手电梯、楼梯以及升降机的安装位。
| 側式站台 |                                       |
|          | █7号线 新造方向 / █佛山2号线 南庄方向 |
|          | █7号线 新造方向 / █佛山2号线 南庄方向 |
| 岛式站台 |                                       |
|          | █2号线 嘉禾望岗方向                   |
|          | █2号线 終點站台                       |
| 侧式站台 |                                       |

随着规划的变动，後來7號線最終確定使用6节B型列车编组，同時落實7号线將繼續往西延伸，因此7號線建設時佔用了原预留给佛山2号线的月台部分及线位作為7号线的公共區及设备区，站廳原預留給佛山2號線的所有节点已经拆除欄杆，同時铺设永久的陶瓷地砖，并增设多组售票机。而佛山2号线车站最終改為在广州火车南站西广场北侧另外兴建。
2010年1月30日广州南站局部启用，而地铁车站直到2010年9月25日新2號線和8號線通車才正式啟用。在地铁站启用初期，由于本站仅开通了2号线部分，因此当时岛式站台仅开放2号线的1号站台，而7号线的4号月台一侧用本站色系的木板墙壁封闭。
2016年12月28日，7号线首期通车，本站4号月台以及7号线专用的侧式月台部分正式启用，本站因而成为广州2号线和7号线的换乘车站之一，并作为7号线的西端终点站，直到7号线西延顺德段于2022年5月1日開通後变成中途站。
2021年2月2日，佛山地铁2号线车站的主体结构封顶，为佛山地铁2号线一期最后一个封顶的车站。同年12月28日12时，佛山地铁2号线车站启用。
而佛山2号线与广州各线的换乘通道，因涉及场地迁改等因素，故在佛山2号线车站开通初期，换乘广州地铁线路需出站换乘。换乘通道延至2022年11月才开工建设，2023年2月28日进入主体结构施工阶段，2023年8月24日实现主体结构封顶。2024年1月21日，该换乘通道投入使用，本站国铁转乘地铁免安检措施同时扩展至包括佛山2号线。

### 22号线
22号线车站最初出现在「白鵝潭快線」的線路中，本站作为该线的始发站之一，後續規劃中該線路被取消。另一方面，18号线在前期规划中，本站亦作为该线的始发站之一，经番禺前往南沙萬頃沙。后来，前期规划的18号线与之前规划取消的「白鵝潭快線」在后续规划方案中合并为一条线成为现时的线路，同时本线后来与万顷沙连接天河区的线路交换编号成为现时的22号线。加上需要配合南沙自貿區發展，本站才最终落实建设。
2019年11月5日，市广路至本站区间右线隧道贯通，标志着二十二号线首条盾构隧道顺利贯通。2020年1月28日，本站主体结构顺利封顶。
2022年3月31日，本站22号线部分随线路首通段开通而启用。

## 未來發展

### 站台改造
2024年12月，广州地铁发布招标公告，计划缩小或取消本站2/7号线站台的部分设备用房，从而增大站台层面积，以缓解拥挤情况。

### 南海有轨1号线
南海有轨电车1号线计划东延至广州南站，届时本站将扩展至五线交汇换乘。